# کاله مولی
کاله مولی (استونیایی: Kalle Muuli؛ زادهٔ ۱۰ ژانویهٔ ۱۹۵۸) شاعر، سیاستمدار و نماینده سابق مجلس اهل استونی است.